# Rusa
Genre
Le genre Rusa  comporte quatre espèces :
- genre Rusa
  - Rusa alfredi Sclater, 1870 - Cerf du Prince Alfred
  - Rusa marianna Desmarest, 1822 - Cerf des Philippines
  - Rusa timorensis (de Blainville, 1822) - Cerf rusa
  - Rusa unicolor Kerr, 1792 - Sambar

Mais certains auteurs ne le reconnaissent pas du tout:
- genre Cervus
  - Cervus alfredi Sclater, 1870 - Cerf du Prince Alfred
  - Cervus mariannus Desmarest, 1822 - Cerf des Philippines
  - Cervus timorensis (de Blainville, 1822) - Cerf rusa
  - Cervus unicolor Kerr, 1792 - Sambar